# 샴 (고양이)
샴(태국어: แมวไทย, 영어: Siamese cat), 샴고양이 또는 시암고양이는 고양이의 한 품종이다. 샴은 본래 단모종이지만, 발리니즈라 불리는 장모종도 존재한다. 샴은 타이 왕실에서 키웠던 고양이이다. 날씬한 몸에 짧고 가는 털을 가지고 있다. 몸 색깔은 전체적으로 회색빛을 띤 흰색이며, 귀, 꼬리, 주둥이, 다리 끝은 갈색 등의 짙은색이다.

## 기원 및 역사
태국으로부터 자연발생하여 세계로 전해진 샴은 1700년 경부터 존재해왔다고 추정된다. 샴(시암)은 태국의 옛 이름이다. 그렇지만 그 시기보다 훨씬 전인 1350년대의 샴의 특징을 가진 고양이를 그린 그림이 방콕국립도서관에 소장되어 있어 정확하지는 않다. 1793년 독일의 자연과학자 피터 사이먼 팔라스가 카스피해를 여행하면서 그린 고양이도 샴고양이로 알려져 있다. 1884년 지금의 태국인 샴 왕국에서 왕의 선물로 받은 고양이 한 쌍을 영국총영사관이 유럽으로 가져오면서 유럽으로 전해지게 되었다. 그 후 영국과 유럽, 미국에서 샴의 인기는 높아졌다.

## 전설
1878년 샴왕국에 주재하던 영국 영사는 순수혈통으로 명예의 상징이 된 샴 한 쌍을 선물 받았다. 샴을 처음 본 영국 여왕은 샴의 아름다운 사파이어 색 눈에 매료되었다. 여왕은 자신의 직위도 잊은 채 샴을 헌신적으로 돌보았다. 샴은 여왕에게 응석을 부리며 다른 일을 할 수 없게 만들었는데 잠깐이라도 자신에게 관심을 보이지 않으면 질투하고 화를 냈기 때문이었다. 그래서 여왕은 하루 종일 샴과 놀며 그의 시중을 들었다. 한 순간에 샴은 여왕을 하녀로 만들어버렸던 것이다. 그 이후로 사람들은 샴을 ‘고양이의 여왕’이라고 부르게 되었다.

## 외형적 특성
전체적으로 회백색이나 황갈색의 짧고 가는 털로 덮여 있고 특히 등쪽이 희고 다리 쪽에 황갈색 빛 털이 난다.
얼굴 중앙과 귀, 앞다리, 등이나 꼬리에 바탕털보다 진한 색의 포인트가 있는 것이 샴고양이의 큰 특징이다.
포인트는 블루포인트와 초코포인트로 나뉘는데, 초코포인트인 아이들이 갈색털의 색이 더 진하다.
어릴 때 털 색깔은 성체와 완전히 다르다. 태어날 시에는 몸 전체가 하얀 색이지만 한 살 무렵이 되면 검은 부분이 보다 선명해지며, 점차 진한 색깔이 나타난다. 주변의 온도와 체온이 색에 영향을 주는데 주변 온도가 따뜻할수록 포인트는 뚜렷해진다.
털색은 다양한 편이지만, 눈은 선명한 사파이어블루색 한 가지다. 귀는 큰 편이고 뒷다리가 앞다리보다 길다. 꼬리는 길고 끝이 가늘어서 포인트가 돋보이고 우아한 느낌을 준다. 주인의 몸에 비비는 등 애정표현이 적극적이고 사랑 받기를 좋아한다.
수다쟁이여서 배가 고프거나 심심하면 주인에게 울어대는 경우도 있다.
귀, 꼬리, 발 등 몸의 말단 부위에 어두운 색의 털을 갖는 건, 멜라닌을 합성하는 유전자에 생긴 온도 감수성 돌연변이 때문이다. 돌연변이로 인해 체온이 낮은 부위는 멜라닌을 정상적으로 합성하고, 체온이 높은 부위는 멜라닌을 합성하지 못한다. 몸의 말단 부위는 다른 부위에 비해 체온이 상대적으로 낮다. 따라서 체온이 상대적으로 높은 몸 부위는 멜라닌을 합성하지 못해 밝은 색 털이 자라고, 체온이 상대적으로 낮은 말단 부위에서는 멜라닌을 합성하여 어두운 색깔의 털이 자란다. 다시 말하면 멜라닌 합성에 관여하는 중요한 효소가 낮은 체온에서는 정상적인 단백질 구조를 유지하나, 높은 체온에서는 구조가 바뀌어 활성을 잃기 때문이다.

## 문화콘텐츠에서의 등장
일본의 만화 란마1/2에서, 중국인 여자 캐릭터 샴푸가 물을 뒤집어쓰면 변하게 되는 고양이의 품종이 바로 샴고양이이다.. 대한민국의 3D 애니메이션 캐니멀(canimals) 시리즈에는 샴고양이를 모티브로 한 캐릭터가 등장한다. 시암고양이는 2011년의 3D 애니메이션 '땡땡의 모험'(스티븐 스필버그 감독)에서도 잠시 등장한 바 있다. 2014년 네이버 연재 웹툰 '보토스'(BOTOS)에도 샴고양이를 모델로 한 캐릭터 "보리"가 등장한다.

## 같이 보기
- 타이 (고양이)
- 컬러포인트 쇼트헤어
- 고양이의 품종 목록